# Papaver kerneri
Papaver kerneri är en vallmoväxtart som beskrevs av August von Hayek. Papaver kerneri ingår i släktet vallmor, och familjen vallmoväxter. Inga underarter finns listade i Catalogue of Life.